# Aleksej Zozulin
Alexej Sergeevič Zozulin (in russo Алексей Сергеевич Зозулин?; Alma-Ata, 14 gennaio 1983) è un ex cestista russo.

## Carriera
Con la Russia ha disputato i Campionati europei del 2009.

## Palmarès
- Campionato russo: 1

CSKA Mosca: 2012-13
- Coppa di Russia: 2

UNICS Kazan': 2002-03
Spartak San Pietroburgo: 2010-11
- FIBA Europe League: 1

UNICS Kazan': 2003-04
- VTB United League: 3

CSKA Mosca: 2012-13, 2013-14, 2014-15